# Кот-д’Ивуар на Играх доброй воли
Кот-д’Ивуар принимал участие в летних Играх доброй воли, начиная с Игр 1986 года.
На всех Играх спортивные делегации Кот-д’Ивуара завоевали всего 1 медаль, не золотую.

## Медальный зачёт

### Медали на летних Играх
| Игры        | Золото         | Серебро        | Бронза         | Всего          | Место          |
| Москва 1986 | 0              | 0              | 1              | 1              | 27             |
| Сиэтл 1990  | 0              | 0              | 0              | 0              | —              |
| 1994        | не участвовали | не участвовали | не участвовали | не участвовали | не участвовали |
| 1998        | не участвовали | не участвовали | не участвовали | не участвовали | не участвовали |
| 2001        | не участвовали | не участвовали | не участвовали | не участвовали | не участвовали |
| Всего       | 0              | 0              | 1              | 1              |                |